# Kapitalkostenkurve
Die Kapitalkostenkurve eines Unternehmens {\displaystyle U} ist eine Funktion {\displaystyle f:\left\{EK\left(U\right),FK\left(U\right),U\right\}\times \mathbb {R} _{0}^{+}\rightarrow {\text{Kapitalkostensätze}}}, die Eigenkapital, Fremdkapital oder die gesamten Passiva des Unternehmens und einen Verschuldungsgrad des Unternehmens auf den erwarteten Eigenkapitalkostensatz, Fremdkapitalkostensatz oder Gesamtkapitalkostensatz abbildet, wobei
- {\displaystyle U} ein Unternehmen ist, dessen Passiva lediglich aus vorrangigem Fremdkapital und nachrangigem Eigenkapital bestehen,
- {\displaystyle EK\left(U\right)} das Eigenkapital des Unternehmens {\displaystyle U} ist,
- {\displaystyle FK\left(U\right)} das Fremdkapital des Unternehmens {\displaystyle U} ist.

Die Kapitalkostenkurve eines Unternehmens ist besonders dafür sinnvoll um:
- Eigenkapitalkostensatz und Fremdkapitalkostensatz des Unternehmens in Abhängigkeit vom Verschuldungsgrad des Unternehmens miteinander zu vergleichen,
- den  Gesamtkapitalkostensatz des Unternehmens zu minimieren, indem ein geeigneter Verschuldungsgrad für das Unternehmen gefunden wird.

Da typischerweise die Kapitalkostenkurve für ein Unternehmen höchstens ausschnittsweise bekannt ist, beschränken sich solche Überlegungen meist auf die Theorie.